# グラント・バルフォア
グラント・ロバート・バルフォア（Grant Robert Balfour, 1977年12月30日 - ）は、オーストラリア連邦ニューサウスウェールズ州シドニー出身の元プロ野球選手（投手）。右投右打。

## 経歴

### ツインズ時代
1997年1月19日にミネソタ・ツインズと契約。
2000年はA+級フォートマイヤーズ・リバーバンディッツでプレー。夏にはジェフ・ウィリアムスらと共にシドニーオリンピックのオーストラリア代表に選ばれた。
2001年はAA級ニューブリテン・ロックキャッツで開幕を迎え、7月22日のシアトル・マリナーズ戦でメジャーデビュー。4点ビハインドの5回表1死から2番手として登板し、1.2回を投げ1安打1失点だった。
2004年は36試合に登板し4勝1敗。
2005年はトミー・ジョン手術の影響で全休した。12月21日にFAとなった。

### レッズ傘下時代
2006年1月12日にシンシナティ・レッズと契約。7月にA級デイトン・ドラゴンズで復帰した。8月からルーキー級ガルフ・コーストリーグ・レッズでプレーし、8月下旬にA+級サラソタ・レッズへ昇格した。

### ブルワーズ時代
2006年10月5日にウェーバーでミルウォーキー・ブルワーズへ移籍。
2007年7月17日にメジャー復帰。7月18日に復帰後初登板したものの、7月27日にDFAとなった。

### レイズ時代
2007年7月28日にセス・マクラングとの交換トレードでタンパベイ・デビルレイズへ移籍した。
2008年は、開幕はマイナーで過ごしたものの、5月にメジャー昇格すると、今までの課題だった制球難を完全に克服し、95マイル～97マイル（152キロ～157キロ程度）の豪速球を武器に、ほぼフォーシーム（ストレート）のみで三振が奪えるリリーフ陣の絶対的な切り札として大活躍。レイズの強力な救援陣の一角をJ.P.ハウエルと共に担い、球団初の地区優勝・リーグ優勝に大きく貢献した。また、自身にとっても初となる防御率1点台（1.54）を記録した。
2009年は第2回WBCのオーストラリア代表に選出されていたが球団の要請で辞退している。

シーズンでは、チームトップの73試合に登板。
2010年は57試合に登板した。11月1日にFAとなった。

### アスレチックス時代
2011年1月18日にオークランド・アスレチックスと2年810万ドル、3年目は450万ドルのオプションで契約を結んだ。
2012年は3月にブライアン・フエンテスに代わる新クローザーに指名されたが、4月末から5月初めにかけてセーブ失敗が続き、クローザーの座から外れる。8月から再びクローザーとなってからはセーブ成功率100％と安定していた。シーズン最後の対テキサス・レンジャーズ戦でも3戦全てに登板し、最終戦ではチーム6年ぶりの地区優勝の胴上げ投手となった。10月29日に球団が2013年のオプションを行使し、残留が決まった。
2013年、オーストラリア出身の選手としては1999年のデーブ・ニルソン以来2人目となるMLBオールスターゲームに出場し、アメリカン・リーグの5番手として登板し1イニングを無失点に抑えた。

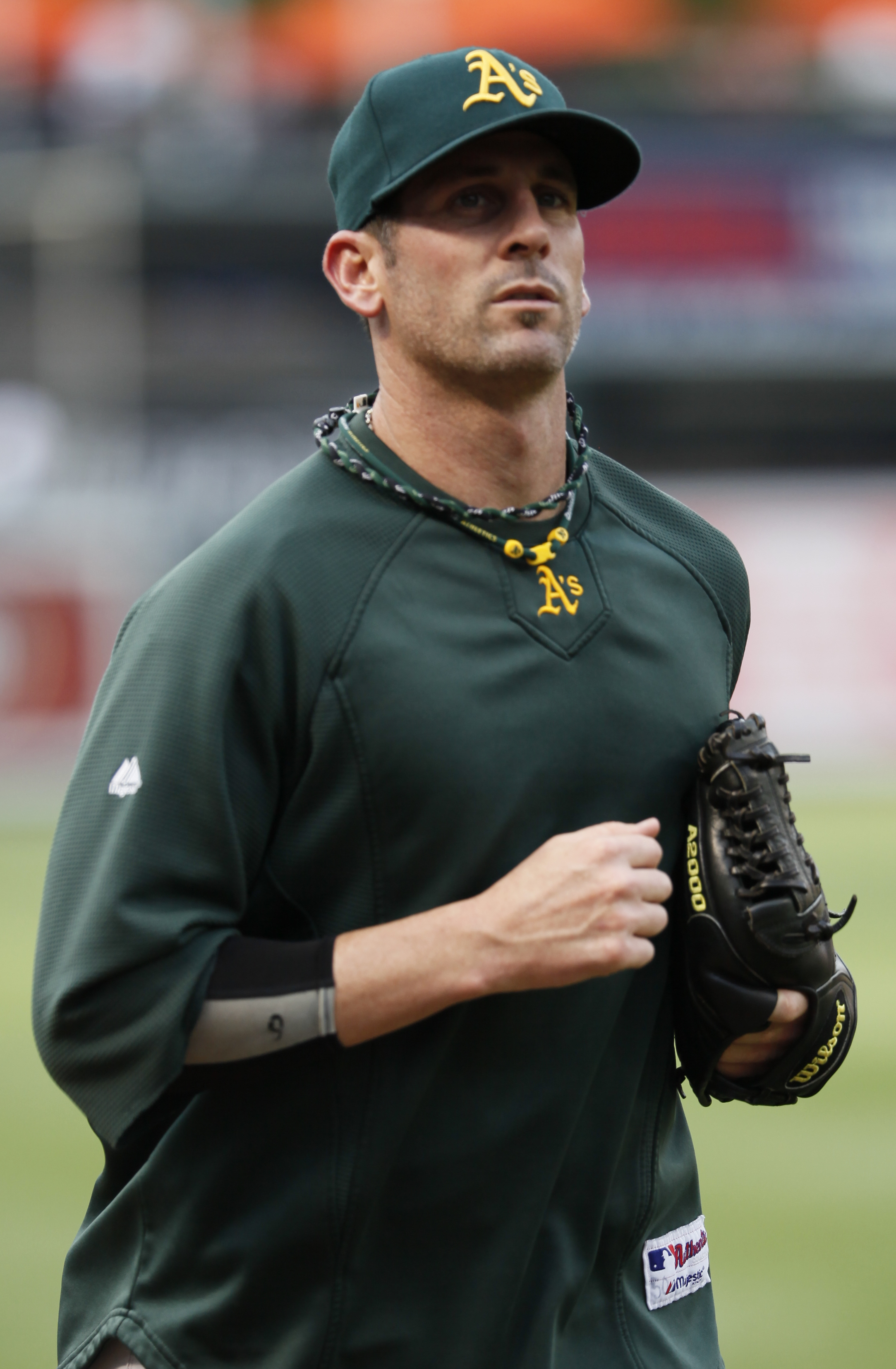
アスレチックス時代

7月8日、ピッツバーグ・パイレーツ戦でセーブを記録し、前年5月5日タンパベイ・レイズ戦より続く連続セーブ記録を41とし、球団記録を更新した。この記録は7月23日ヒューストン・アストロズ戦まで続き、記録は44まで続いた。オフの10月31日にFAとなった。

### レイズ復帰
2014年1月23日に古巣・レイズと2年総額1200万ドルで契約に合意した。開幕からクローザーで起用され12セーブを挙げたが、不安定な投球が続いた為、クローザーの座をジェイク・マッギーに明け渡した。シーズンでは、7年連続50試合以上となる65試合に投げたが、防御率4.91と奪三振率8.2はいずれも7年でワーストに終わり、実力低下が見え隠れしたシーズンとなった。
2015年2月4日にはオーストラリアで野球殿堂入りした。4月19日にDFAとなり、28日に解雇となる。5月5日にマイナー契約でレイズと再契約したが、27日に自由契約となる。
2016年4月29日に現役引退を表明した。

## 詳細成績

### 年度別投手成績
| 年 度     | 球 団     | 登 板 | 先 発 | 完 投 | 完 封 | 無 四 球 | 勝 利 | 敗 戦 | セ 丨 ブ | ホ 丨 ル ド | 勝 率 | 打 者 | 投 球 回 | 被 安 打 | 被 本 塁 打 | 与 四 球 | 敬 遠 | 与 死 球 | 奪 三 振 | 暴 投 | ボ 丨 ク | 失 点 | 自 責 点 | 防 御 率 | W H I P |
| --------- | --------- | ----- | ----- | ----- | ----- | -------- | ----- | ----- | -------- | ----------- | ----- | ----- | -------- | -------- | ----------- | -------- | ----- | -------- | -------- | ----- | -------- | ----- | -------- | -------- | ------- |
| 2001      | MIN       | 2     | 0     | 0     | 0     | 0        | 0     | 0     | 0        | 0           | ----  | 14    | 2.2      | 3        | 2           | 3        | 0     | 0        | 2        | 0     | 0        | 4     | 4        | 13.50    | 2.25    |
| 2003      | MIN       | 17    | 1     | 0     | 0     | 0        | 1     | 0     | 0        | 1           | 1.000 | 115   | 26.0     | 23       | 4           | 14       | 2     | 0        | 30       | 0     | 0        | 12    | 12       | 4.15     | 1.42    |
| 2004      | MIN       | 36    | 0     | 0     | 0     | 0        | 4     | 1     | 0        | 4           | .800  | 172   | 39.1     | 35       | 4           | 21       | 1     | 2        | 42       | 3     | 0        | 19    | 19       | 4.35     | 1.42    |
| 2007      | MIL       | 3     | 0     | 0     | 0     | 0        | 0     | 2     | 0        | 0           | .000  | 18    | 2.2      | 4        | 1           | 4        | 0     | 1        | 3        | 0     | 0        | 6     | 6        | 20.25    | 3.00    |
| 2007      | TB        | 22    | 0     | 0     | 0     | 0        | 1     | 0     | 0        | 1           | 1.000 | 103   | 22.0     | 26       | 1           | 16       | 0     | 0        | 27       | 0     | 0        | 15    | 15       | 6.14     | 1.91    |
| '07計     | TB        | 25    | 0     | 0     | 0     | 0        | 1     | 2     | 0        | 1           | .333  | 121   | 24.2     | 30       | 2           | 20       | 0     | 1        | 30       | 0     | 0        | 21    | 21       | 7.66     | 2.03    |
| 2008      | TB        | 51    | 0     | 0     | 0     | 0        | 6     | 2     | 4        | 14          | .750  | 224   | 58.1     | 28       | 3           | 24       | 1     | 0        | 82       | 2     | 0        | 10    | 10       | 1.54     | 0.89    |
| 2009      | TB        | 73    | 0     | 0     | 0     | 0        | 5     | 4     | 4        | 18          | .556  | 289   | 67.1     | 59       | 6           | 33       | 0     | 2        | 69       | 1     | 0        | 38    | 36       | 4.81     | 1.37    |
| 2010      | TB        | 57    | 0     | 0     | 0     | 0        | 2     | 1     | 0        | 16          | .667  | 222   | 55.1     | 43       | 3           | 17       | 2     | 0        | 56       | 4     | 1        | 16    | 14       | 2.28     | 1.08    |
| 2011      | OAK       | 62    | 0     | 0     | 0     | 0        | 5     | 2     | 2        | 26          | .714  | 242   | 62.0     | 44       | 8           | 20       | 1     | 0        | 59       | 0     | 0        | 17    | 17       | 2.47     | 1.03    |
| 2012      | OAK       | 75    | 0     | 0     | 0     | 0        | 3     | 2     | 24       | 15          | .500  | 289   | 74.2     | 41       | 4           | 28       | 2     | 1        | 72       | 2     | 0        | 21    | 21       | 2.53     | 0.92    |
| 2013      | OAK       | 65    | 0     | 0     | 0     | 0        | 1     | 3     | 38       | 0           | .250  | 262   | 62.2     | 48       | 7           | 27       | 2     | 0        | 72       | 9     | 0        | 20    | 18       | 2.59     | 1.20    |
| 2014      | TB        | 65    | 0     | 0     | 0     | 0        | 2     | 6     | 12       | 11          | .250  | 270   | 62.1     | 49       | 3           | 41       | 3     | 1        | 57       | 4     | 0        | 34    | 34       | 4.91     | 1.44    |
| 2015      | TB        | 6     | 0     | 0     | 0     | 0        | 0     | 0     | 0        | 1           | ----  | 21    | 4.1      | 3        | 1           | 4        | 0     | 1        | 0        | 1     | 0        | 3     | 3        | 6.23     | 1.62    |
| MLB：12年 | MLB：12年 | 534   | 1     | 0     | 0     | 0        | 30    | 23    | 84       | 107         | .566  | 2241  | 539.2    | 406      | 47          | 252      | 14    | 8        | 571      | 26    | 1        | 215   | 209      | 3.49     | 1.22    |

### 記録
MiLB
- オールスター・フューチャーズゲーム選出 1回：2001年

MLB
- MLBオールスターゲーム選出：1回（2013年）

### 背番号
- 19 （2001年 - 2004年）
- 62 （2007年）
- 50 （2007年 - 2015年）

### 代表歴
- シドニーオリンピック野球オーストラリア代表